# Claribel Alegría

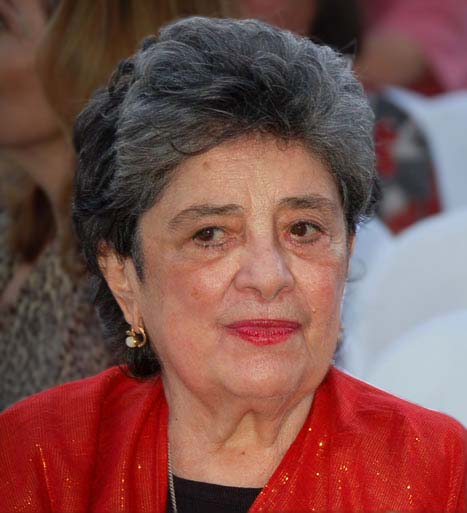
Claribel Alegría (2007)

Claribel Alegría (* 12. Mai 1924 in Estelí, Nicaragua; † 25. Januar 2018 in Managua) war eine nicaraguanische Schriftstellerin. Ihr Werk wurde bisher in 14 Sprachen übersetzt.

## Leben
Claribel Alegría war die Tochter eines Nicaraguaners und einer Salvadorienserin. Sie wuchs in Santa Ana, einer Stadt im Westen El Salvadors, auf und verstand sich selbst deshalb auch als Salvadorienserin. 1932, im Alter von acht Jahren, erlebte sie La Matanza, einen Ethnozid, bei dem rund 30.000 Landlose und Ureinwohner starben.
Nach dem Schulbesuch in Santa Ana ging Alegría 1943 in die USA und studierte an der George Washington University in Washington, D.C. 1948 schloss sie ihr Studium mit einem Magister Artium  ab. Zwischen 1944 und 1947 war Juan Ramón Jiménez ihr Mentor.
Claribel Alegría war bis zu dessen Tod 1995 mit dem US-amerikanischen Schriftsteller Darwin J. Flakoll verheiratet. Gemeinsam bekam das Paar vier Kinder. Die Familie lebte lange in den USA sowie mehreren Ländern Europas. 1982 war Alegría Gast des Festivals Horizonte-Festival der Weltkulturen in West-Berlin. 1985 kehrte Alegría mit ihrem Mann nach Nicaragua zurück, um die gesellschaftliche Konsolidierung nach dem Bürgerkrieg zu unterstützen und die Gewaltlosigkeit zu vertreten.
Claribel Alegría starb am 25. Januar 2018 in Managua im Alter von 93 Jahren.

## Auszeichnungen
- 1964: Der gemeinsam mit Ehemann D. J. Flakoll geschriebene Roman Cenizas de Izalco war nominiert für den Preis der Biblioteca Breve des Verlags Seix Barral, Barcelona
- 1978: Kubanischer Poesiepreis Casa de las Américas für Sobrevivo
- 1987: Ehrenbürger von Kansas City, Missouri
- 1992: mit D. J. Flakoll ein diploma de reconocimiento de El Nuevo Amanecer Cultural, Wochenend-Supplement des El Nuevo Diario
- 1994: Hija Dilecta de Estelí
- 1996: Stipendium der Stiftung Civitella Ranieri de Umbría, Italien
- 1997: Ehrendiplom der Unión de Artistas y Escritores de El Salvador
- 1998: Ehrendoktorwürde der Eastern Connecticut State University
- 1999: Diploma de Honor al Mérito de la Universidad Centroamericana en Managua
- 2004: Chevallier des arts et de letters, Frankreich
- 2005: Ehrendoktorwürde der Universidad de León
- 2006: Neustadt International Prize for Literature, USA
- 2010: Carta al tiempo im Hotel Gar-Anat, Granada, Spanien[2]
- 2010: Orden Gabriela Mistral, Chile
- 2017: XXVI Premio Reina Sofía de Poesía Iberoamericana (Königin-Sofia-Preis für iberoamerikanische Poesie), Universidad de Salamanca und Patrimonio Nacional von Spanien[3]

## Schriften
- 1948: Anillo de silencio (Poesie), Edit. Botas, Mexiko
- 1951: Suite (Poesie), Edit. Brigadas Líricas, Argentinien
- 1953: Vigilias (Poesie), Edit. Poesía de América, Mexiko
- 1955: Acuario (Poesie), Edit. Universitaria, Santiago, Chile
- 1958: Tres cuentos (Kindheitserzählungen), Ministerio de Cultura, El Salvador
- 1961: Huésped de mi tiempo (Poesie), Edit. Américalee, Argentina
- 1965: Vía única (Poesie), Edit. Alfa, Montevideo, Uruguay
- 1970: Aprendizaje (Poesie), Edit. Universitaria, San Salvador
- 1977: Pagaré a cobrar (Poesie), Edit. Ocnos, Barcelona, Spanien
- 1977: El detén (Kurzgeschichte), Edit. Lúmen, Barcelona
- 1978: Sobrevivo (Poesie), Edit. Casa de las Américas, Habana, Kuba
- 1978: Tres poemas (cuadernillo), Papeles de Son Armadans, Madrid/Palma de Mallorca
- 1981: Suma y sigue (antología poética), Edit. Visor, Madrid
- 1982: Álbum familiar (Kurzgeschichte), Edit. EDUCA, Costa Rica, zweite Auflage 1984
- 1982: Flowers from the Volcano (antología poética, übersetzt von Carolyn Forché), Univ. of Pittsburgh Press, USA, zweite und dritte Auflage 1985
- 1983: Poesía viva (antología poética), Blackrose Press, London
- 1983: Karen en barque sur la mer (französische Ausgabe von El Detén, 1977), Edit. Mercure de France, Paris
- 1983: Petit Pays (antología poética), Edit. Femmes, Paris
- 1984: Familiealbum (niederländische Ausgabe von Album Familiar, 1982), Van Gennep Publishers, Niederlande
- 1985: Pueblo de Dios y de Mandinga (3 Kurzgeschichten), Edit. Lúmen, Barcelona
- 1985: Pueblo de Dios y de Mandinga (Kurzgeschichte), Edit. ERA, Mexiko
- 1985: Apage Satanas (polnische Ausgabe von El detén, 1977), Warschau
- 1986: Despierta mi bien, despierta (Kurzgeschichte), UCA Editores, El Salvador, zweite Auflage 1987
- 1987: They Won’t Take Me Alive (testimonio), The Women’s Press, London
- 1987: Luisa en el país de la realidad (Roman), Edit. Volvo i Climens, Mexiko 1987, zweite Auflage Edit. Universidad de México, Mexiko D.F. 1994
- 1987: Luisa in Realityland (englische Ausgabe von Luisa en el país de la realidad, 1987), übersetzt von D. J. Flakoll, Curbstone Press, Conn.
- La mujer del río Sumpul (poesía), Edit. del Museo Rayo, Colombia
- 1989: Y este poema-rio (poesía), Edit. Nueva Nicaragua, Managua
- Woman Of The River (poesía), Univ. of Pittsburgh Press, USA
- 1990: Family Album (tres novelas cortas), The Women’s Press, London. (Publicado por Curbstone Press, USA, 1991)
- 1993: Fugues (poesía) Curbstone Press, USA
- Variaciones en clave de Mí (poesía) Editorial Libertarias/Prodhufi, Madrid, España
- 1994: Luisa en el país de la realidad (novela). Editl Unam. México, 1994
- El niño que buscaba a ayer (cuento infantil). Edit. CIDCLI.SC.México, D.F.
- 1996: Umbrales\Tresholds (poesía) Edit. Curbstone Press, Conn. USA
- 1996: Umbrales (poesía) Edit. Visor, Madrid, España
- 1996: Clave de Mí (antología poética) Edit. Educa, San José, Costa Rica
- 1997: Umbrales (poesía) Dirección de Publicaciones e Impresos, El Salvador
- 1997: Luisa en el país de la realidad, UCA Editores, San Salvador, El Salvador
- 1999: Saudade (poems) Edit. Visor, España
- 1999: Sorrow (poems) Curbstone Press, USA
- 1999: Epizentren: 1973–1996 (deutsche Ausgabe von Epicentros, übersetzt von Hannes Hansen), Nonnompress, Kiel, ISBN 3-925957-16-2
- 2003: Casting off (poems), Curbstone Press
- 2003: Una vida en poemas(antología), Edit. Hispamer, Nicaragua
- 2004: Vía única (poems) 2a. edición, Edit. Torremozas, España
- 2004: Nicaragua: la Revolución Sandinista, 2a. edición, Edit. Nama, Nicaragua
- 2004: Esto soy. Antología poética Dirección de Publicaciones e Impresos, El Salvador
- 2005: Soltando amarras, Edit. Visor, España
- 2006: Poemas de amor, Edit. Lunes, San José, Costa Rica
- 2007: Mágica tribu, Edit. Berenice, España
- Ars poética(antología), Edit. Leteo, Nicaragua
- 2007: Mágica tribu, 2a. edición, Índole Editores, El Salvador
- 2008: Pueblo de Dios y de Mandinga, Dirección de Publicaciones e Impresos, El Salvador
- 2008: Mitos y delitos (poesía) Edit. Visor, Madrid, España
- 2008: Somoza, expediaente cerrado. 3a. edición, Edit. Anamá, Managua, Nicaragua
- 2010: Ojo de cuervo (antología poética), Colección Pico, México, D.F.
- 2010: Savoir Faire (antología poética), Festival Internacional de poesía de Granada, España

gemeinschaftliche Schriften mit Ehemann D. J. Flakoll
- 1962: New Voices of Hispanic America (antología), Beacon Press, Boston
- 1966: Cenizas de Izalco (Roman), Edit. Seix Barral, Barcelona. (Publicado por Ministerio de la Educación, El Salvador, 1976, [6 ediciones]. Publicado por EDUCA, San José, Costa Rica, 1982 [2 ediciones]. Publicado por UCA Editores, San Salvador, 1987 [3 ediciones]). Ha sido libro de texto de secundaria desde 1977
- 1980: La encrucijada salvadoreña (ensayo), Edit. CIDOB, Barcelona
- 1982: NICARAGUA: la revolución sandinista (historia-testimonio), Edit. ERA, México, D.F.
- 1982: Cien poemas de Robert Graves (antología poética), Edit. Lúmen, Barcelona. (2a edición 1984)
- 1983: Nuevas voces de Norteamérica (antología poética), Edit. Plaza y Janés, Barcelona
- 1983: No me agarran viva (testimonio), Edit. ERA, México [3 ediciones]. (También Edit. UCA, San Salvador, 1987 [2 ediciones])
- 1987: They Won’t Take Me Alive, The Women’s Press, England
- 1984: Para romper el silencio (testimonio), Edit. ERA, México
- 1989: Ashes of Izalco (novela), Curbstone Press, USA
- 1990: On the Front Line (antología de poesía guerrillera, editado y traducido con D.J. Flakoll), Curbstone Press, USA
- 1992: Fuga de Canto Grande, (testimonio) UCA Editores, San Salvador
- 1993: Somoza, expediete cerrado, Edit. El Gato Negro, Managua, Nicaragua, Julio 1993. 2a. edición: Edit. Ko'eyu, Caracas, Venezuela, octubre 1993
- 1996: Death of Somoza(testimonio) Curbstone Press, USA
- 1996: Tunnel to Canto Grande(testimonio) Curbstone Press
- 1997: Tunel de Canto Grande, japanische Ausgabe

Übersetzungen in Kooperation mit Ehemann D. J. Flakoll:
- 1967: Miguel Angel Asturias: The Cyclone (Roman), Peter Owen, London
- 1969: Morris West: El hereje (Theaterstück in Versen), Edit. Pomaire, Barcelona
- 1969: Mario Benedetti (Hrsg.): Unstill Life (antología de poesía latinoamericana), Harcourt, Brace & World, New York
- 1985: Carlos Fonseca: Viva Sandino (Essay), Edit. Vanguardia, Managua
- 1989: Noam Chomsky: Nuestra pequeña región de por aquí: Política de seguridad de los Estados Unidos (Essay), Edit. Nueva Nicaragua, Managua
- 1989: Salman Rushdie: La sonrisa del jaguar (Essay), Edit. Vanguardia, Managua

Übersetzungen
- 1996: D. J. Flakoll: Sea Wolf\Lobo de mar, Edit. El Gato Negro, Managua, Nicaragua

## Filmografie
- Cortázar: Apuntes para un documental, Regie: Eduardo Montes-Bradley. Argentinien, 2001. (Teilnahme als Zeitzeugin)